# Indicele dezvoltării umane
| 0.800–1.000 (very high) 0.700–0.799 (high) 0.550–0.699 (medium) | 0.350–0.549 (low) Data unavailable |

World map representing the inequality-adjusted Human Development Index categories (based on 2018 data, published in 2019).

Indicele dezvoltării umane (IDU, Human Development Index în engleză) este o măsură comparativă a speranței de viață, alfabetizării, învățământului și nivelului de trai. În acest fel, este folosit pentru a compara mai bine nivelul de dezvoltare a unei țări decât PIB-ul pe cap de locuitor, care măsoară doar prosperitatea materială și nu alți indicatori socio-economici. Indicele a fost inventat de economistul pakistanez Mahbub ul Haq. Indicele dezvoltării umane, pentru majoritatea statelor membre ONU, este actualizat în fiecare an de Programul Națiunilor Unite pentru Dezvoltare și publicat în Raportul de Dezvoltare Umană.
Ultimul indice al dezvoltării umane a fost realizat în 2016, folosind estimări din 2015. În funcție de IDU, țările sunt clasificate în patru grupe de indici: foarte ridicat, ridicat, mediu și scăzut.

## Clasamentul din 2016
- ▲ = a crescut.
- ▬ = a rămas la fel.
- ▼ = a scazut.
- Numărul din paranteze reprezintă numărul de poziții in clasament o țară a scăzut sau crescut comparativ cu clasamentul din anul precedent.

| Poziție                            | Poziție                                             | Țara                       | Scor                               | Scor                                   |
| Estimări din 2016 pentru anul 2015 | Schimbare in clasament comparativ cu anul precedent | Țara                       | Estimări din 2016 pentru anul 2015 | Schimbare comparativ cu anul precedent |
| ---------------------------------- | --------------------------------------------------- | -------------------------- | ---------------------------------- | -------------------------------------- |
| 1                                  | ▬                                                   | Norvegia                   | 0.949                              | ▲ 0.001                                |
| 2                                  | ▬                                                   | Australia                  | 0.939                              | ▲ 0.002                                |
| 2                                  | ▬                                                   | Elveția                    | 0.939                              | ▲ 0.001                                |
| 4                                  | ▲ (2)                                               | Germania                   | 0.926                              | ▲ 0.002                                |
| 5                                  | ▲ (1)                                               | Danemarca                  | 0.925                              | ▲ 0.002                                |
| 5                                  | ▲ (6)                                               | Singapore                  | 0.925                              | ▲ 0.013                                |
| 7                                  | ▼ (1)                                               | Olanda                     | 0.924                              | ▲ 0.001                                |
| 8                                  | ▬                                                   | Irlanda                    | 0.923                              | ▲ 0.003                                |
| 9                                  | ▲ (7)                                               | Islanda                    | 0.921                              | ▲ 0.002                                |
| 10                                 | ▼ (1)                                               | Canada                     | 0.920                              | ▲ 0.001                                |
| 10                                 | ▼ (2)                                               | Statele Unite ale Americii | 0.920                              | ▲ 0.002                                |
| 12                                 | ▬                                                   | Hong Kong                  | 0.917                              | ▲ 0.001                                |
| 13                                 | ▼ (4)                                               | Noua Zeelandă              | 0.915                              | ▲ 0.002                                |
| 14                                 | ▲ (1)                                               | Suedia                     | 0.913                              | ▲ 0.004                                |
| 15                                 | ▼ (1)                                               | Liechtenstein              | 0.912                              | ▲ 0.001                                |
| 16                                 | ▼ (2)                                               | Marea Britanie             | 0.909                              | ▲ 0.001                                |
| 17                                 | ▲ (3)                                               | Japonia                    | 0.903                              | ▲ 0.001                                |
| 18                                 | ▬                                                   | Coreea de Sud              | 0.901                              | ▲ 0.002                                |
| 19                                 | ▬                                                   | Israel                     | 0.899                              | ▲ 0.001                                |
| 20                                 | ▬                                                   | Luxemburg                  | 0.898                              | ▲ 0.002                                |
| 21                                 | ▲ (1)                                               | Franța                     | 0.897                              | ▲ 0.003                                |
| 22                                 | ▼ (1)                                               | Belgia                     | 0.896                              | ▲ 0.001                                |
| 23                                 | ▬                                                   | Finlanda                   | 0.895                              | ▲ 0.002                                |
| 24                                 | ▬                                                   | Austria                    | 0.893                              | ▲ 0.001                                |
| 25                                 | ▬                                                   | Slovenia                   | 0.890                              | ▲ 0.002                                |
| 26                                 | ▲ (1)                                               | Italia                     | 0.887                              | ▲ 0.006                                |
| 27                                 | ▼ (1)                                               | Spania                     | 0.884                              | ▲ 0.002                                |
| 28                                 | ▬                                                   | Cehia                      | 0.878                              | ▲ 0.003                                |
| 29                                 | ▬                                                   | Grecia                     | 0.866                              | ▲ 0.001                                |
| 30                                 | ▬                                                   | Brunei                     | 0.865                              | ▲ 0.001                                |
| 30                                 | ▲ (1)                                               | Estonia                    | 0.865                              | ▲ 0.002                                |
| 32                                 | ▬                                                   | Andorra                    | 0.858                              | ▲ 0.001                                |
| 33                                 | ▲ (1)                                               | Cipru                      | 0.856                              | ▲ 0.002                                |
| 33                                 | ▲ (2)                                               | Malta                      | 0.856                              | ▲ 0.003                                |
| 33                                 | ▬                                                   | Qatar                      | 0.856                              | ▲ 0.001                                |
| 36                                 | ▬                                                   | Polonia                    | 0.855                              | ▲ 0.003                                |
| 37                                 | ▬                                                   | Lituania                   | 0.848                              | ▲ 0.002                                |
| 38                                 | ▲ (4)                                               | Chile                      | 0.847                              | ▲ 0.002                                |
| 38                                 | ▬                                                   | Arabia Saudită             | 0.847                              | ▲ 0.002                                |
| 40                                 | ▼ (5)                                               | Slovacia                   | 0.845                              | ▲ 0.003                                |
| 41                                 | ▬                                                   | Portugalia                 | 0.843                              | ▲ 0.002                                |
| 42                                 | ▬                                                   | Emiratele Arabe Unite      | 0.840                              | ▲ 0.004                                |
| 43                                 | ▬                                                   | Ungaria                    | 0.836                              | ▲ 0.002                                |
| 44                                 | ▬                                                   | Letonia                    | 0.830                              | ▲ 0.002                                |
| 45                                 | ▼ (5)                                               | Argentina                  | 0.827                              | ▲ 0.001                                |
| 45                                 | ▲ (1)                                               | Croația                    | 0.827                              | ▲ 0.004                                |
| 47                                 | ▼ (1)                                               | Bahrain                    | 0.824                              | ▲ 0.001                                |
| 48                                 | ▲ (1)                                               | Muntenegru                 | 0.807                              | ▲ 0.003                                |
| 49                                 | ▼ (1)                                               | Rusia                      | 0.804                              | ▼ 0.001                                |
| 50                                 | ▲ (1)                                               | Romania                    | 0.802                              | ▲ 0.004                                |
| 51                                 | ▼ (1)                                               | Kuweit                     | 0.800                              | ▲ 0.001                                |